# Burn the House Down
Burn the House Down är en japansk kriminal- och dramaserie från 2023 som hade premiär på strömningstjänsten Netflix den 13 juli 2023. Serien är baserad på Moyashi Fujisawas mangaserie med samma namn. För regin har Yûichirô Hirakawa svarat.

## Handling
Serien kretsar kring en kvinna, Anzu Murata, som under täckmantel börjar arbeta hos sin styvmor i syfte att hämnas på henne för en 13 år gammal eldsvåda där skulden lades på mamman.

## Rollista (i urval)
- Mei Nagano - Anzu Murata
- Kyoka Suzuki - Makiko Mitarai
- Asuka Kudo - Kiichi Mitarai
- Taishi Nakagawa - Shinji Mitarai
- Yuri Tsunematsu - Yuzu Murata
- Kie Kitano - Kurea
- Michiko Kichise - Satsuki Murata
- Mitsuhiro Oikawa - Osamu Mitarai